# Московский институт востоковедения
Моско́вский институ́т востокове́дения (МИВ) — высшее учебное заведение, существовавшее в 1921—1954 годах в Москве.
27 октября 1921 года произошла интеграция всех московских востоковедных учебных заведений (в том числе Лазаревского института), включая восточные отделения в разных вузах, в единый институт.

## История
Создание МИВ стало результатом мероприятий по реформированию Лазаревского института сообразно требованиям новой политической ситуации, сложившейся после 1917 г.

В 1919 г. Лазаревский Переднеазиатский институт был переименован в Армянский институт, который так и не заработал в полную силу. В 1920 г. на той же базе был создан Центральный институт живых восточных языков с последующим упразднением Армянского института. 
С этого момента в образовательном процессе стал делаться акцент на практическое востоковедение, связанное с обслуживанием насущных политических потребностей государства, а в планы подготовки специалистов были введены ранее не изучавшиеся в Лазаревском институте языки Индии и стран Дальнего Востока.
В 1921 г. продолжение реформы приводит к возникновению Московского института востоковедения, которому в 1925 г. было присвоено имя председателя ЦИК Союза ССР Н. Н. Нариманова.
Институт сыграл важную роль в основании школы индийской филологии в Москве. Уже в 1920 г. Мелитина Клягина-Кондратьева сразу по окончании 2-го Московского государственного университета начала в институте преподавание урду, который освоила самостоятельно, заинтересовавшись индийской культурой.
Её почин в дальнейшем подхватил носитель языка, поэт Эс-Хабиб Вафа, автор учебника урду на русском языке, сменивший Клягину-Кондратьеву на посту завкафедрой и занимавший его до своей смерти в 1936 г.
По оценке В. Г. Дацышена, курсом китайского языка Всеволода Колоколова в МИВ в 1922 г. «была начата систематическая подготовка китаеведов в Москве».
В середине 1920-х гг. предполагалось, что дальневосточное, ближневосточное и южноазиатское направления работы института будут дополнены североафриканским (с изучением арабского и французского/английского языков), однако этого в итоге не произошло.

В 1934 г. с учетом событий в Маньчжурии в составе МИВ был создан особый японский сектор для подготовки военных переводчиков.
В 1939 г. в МИВ под руководством Мартироса Асланова впервые в СССР было начато преподавание пушту.
В том же году МИВ преобразован во Всесоюзный институт восточных языков.
В июле 1940 г. при вузе открыт военный факультет. Осенью 1941 г. институт был направлен в эвакуацию в Фергану, однако военный факультет в апреле 1942 г. переместился в город Ставрополь Куйбышевской области (ныне Тольятти), где вошёл в состав вновь созданного Военного института иностранных языков. В конце 1943 г. по возвращении в Москву вуз получил обратно прежнее название — МИВ.
Весной 1944 г. наркому иностранных дел СССР поступило предложение о создании Института международных отношений путем слияния МИВ с факультетом международных отношений МГУ, но решением наркома новый институт был организован без упразднения МИВ.
С 1945 г. старшекурсники МИВ, изучавшие японский язык, направлялись в годичные командировки на юг Сахалина в качестве переводчиков для вновь формируемых органов советской власти. В Тоёхаре (ныне Южно-Сахалинск) функционировал филиал МИВ.
После войны в МИВ продолжилось расширение перечня изучаемых языков. В 1945 г. было создано корейское отделение, необходимость которого была обусловлена обостряющейся обстановкой на Корейском полуострове. В связи с деколонизацией на полуострове Индостан в 1947 г. стал изучаться язык хинди. В 1949 г. пионер малайских исследований в Советском Союзе Людмила Мерварт приступила к преподаванию индонезийского языка, подключив к этой работе и своих студентов-старшекурсников из Военного института иностранных языков.
В начале 1950-х гг. началась подготовка к расширению спектра изучаемых языков Юго-Восточной Азии. В институте были переведены и изданы курс вьетнамского языка и пособие по тагальской грамматике. Л. Мерварт стала на дому заниматься со студентами тагальским языком.
В 1954 г. МИВ был закрыт. Основанием для закрытия стало постановление Совета министров № 1341 от 1 июля 1954 г., где указывалось на нехватку в стране специалистов по ряду государств Юго-Восточной Азии (при переизбытке японистов, тюркологов и монголоведов) и ряд недостатков в подготовке востоковедных кадров. Среди мер по улучшению сложившейся ситуации в постановлении было названо объединение МИВ с Московским государственным институтом международных отношений.
В результате преподаватели и студенты пятого курса МИВ были переведены в МГИМО, а студенты других курсов подлежали распределению по другим вузам.

## Отзывы о МИВ
Положительные

 Большой вклад в дело подготовки нового послевоенного поколения японоведов-профессионалов внесли <…> преподаватели института, включая как лингвистов, так и специалистов по истории, географии и другим страноведческим дисциплинам.
И. А. Латышев, выпускник МИВ 1949 г., доктор исторических наук

 Китайскому языку нас учили энтузиасты, которые не только были влюблены в этот язык, но и великолепно знали его <…>. В общем и целом в МИВе мы получили довольно хорошую основу для того, чтобы быть страноведами по Китаю, как было написано у нас в дипломе. 
Ю. М. Галенович, выпускник МИВ 1954 г., доктор исторических наук

 Наше учебное заведение <…> дало нам невероятно много. Богатейшая библиотека, замечательные преподаватели. Например, Клавдия Викторовна Оде-Васильева, родившаяся в самом Назарете.
Ф. М. Сейфуль-Мулюков, выпускник МИВ 1954 г., журналист-международник (специализация — арабский язык).
Отрицательные

 Историю Китая и историю Востока нам преподавали слабо, экономику мы не изучали вовсе. <…> Уровень нашей подготовки мы поняли в Китае. Читая газеты и книги, столкнулись со своим практически полным незнанием страны.
Л. П. Делюсин, выпускник МИВ 1950 г., доктор исторических наук

 <…> в процессе обучения тексты писались на доске и переписывались студентами. Грамматика излагалась устно в самой примитивной форме, что объяснялось весьма невысоким уровнем знаний самих преподавателей (за редким исключением).
А. И. Медовой, выпускник МИВ 1952 г., кандидат экономических наук (специализация — язык хинди)

Лишь под конец обучения стали читать на занятиях одну-единственную бенгальскую газету. <…> Современные индийские языки изучались скорее как мертвые. 
Э. Н. Комаров, выпускник МИВ 1950 г., кандидат исторических наук.

## Адреса в Москве
1921—1924 — Армянский пер., д. 2. 
1924—1936 — Б. Златоустинский пер., д. 1. 
1936—1943 — ул. Маросейка, д. 2/15.
1943—1954 — Ростокинский пр., д. 13а (бывшее здание ИФЛИ).

## Руководители
- 1920—1921 — М. О. Аттая
- 1921—1922 — А. Е. Снесарев А. Е. Снесарев
- 1922—1923 — Г. Б. Скалов
- 1923—1927 — М. П. Павло́вич (Вельтман)
- 1927—1928 — С. Д. Асфендиаров
- 1928—1929 — П. М. Никифоров
- 1930—1931 — Л. И. Рузер
- 1931—1937 — А. Г. Гамбаров
- 1937—1938 — Владимир Сергеевич Москалев
- 1939—1941 — Михаил Николаевич Благовещенский
- 1941 — Прокопий Ильич Фесенко
- 1942 — Сергей Николаевич Степанов
- 1942—1943 — Прокопий Ильич Фесенко
- 1943—1945 — Андрей Иванович Ловков
- 1945 — Прокопий Ильич Фесенко
- 1945—1948 — Серафим Прокофьевич (Прокопьевич) Котляров
- 1948—1952 — Дмитрий Иванович Тарковский
- 1952—1954 — Константин Андреевич Болдырев

## Известные преподаватели
- Алексеев, Василий Михайлович
- Алиев, Аббос
- Аксельрод, Моисей Маркович
- Баранов, Харлампий Карпович
- Беляев, Евгений Александрович
- Бороздин, Илья Николаевич
- Гальперин, Александр Львович
- Гневушева, Елизавета Ивановна
- Гордлевский, Владимир Александрович
- Гурко-Кряжин, Владимир Александрович
- Данциг, Борис Моисеевич
- Дмитриева, Валентина Николаевна
- Заходер, Борис Николаевич
- Иванов, Алексей Иванович
- Колоколов, Всеволод Сергеевич
- Луцкий, Владимир Борисович
- Лянь-Кунь, Никита Иванович
- Мацокин, Николай Петрович
- Миллер, Борис Всеволодович
- Мукерджи, Абани
- Нейман, Илья Яковлевич
- Оде-Васильева, Клавдия Викторовна
- Попов, Николай Михайлович
- Рейснер, Игорь Михайлович
- Санжеев, Гарма Данцаранович
- Севортян, Эрванд Владимирович
- Снесарев, Андрей Евгеньевич